# Chimarrogale sumatrana
Chimarrogale sumatrana је сисар из реда Soricomorpha.

## Угроженост
Подаци о распрострањености ове врсте су недовољни.

## Распрострањење
Ареал врсте је ограничен на једну државу. 
Индонезија је једино познато природно станиште врсте.

## Станиште
Станишта врсте су шуме и слатководна подручја. 
Врста је присутна на подручју острва Суматра у Индонезији.